# 猪俣康一
猪俣 康一（いのまた こういち、1976年5月11日 - ）は、神奈川県横浜市出身の競輪選手、元マウンテンバイクレース（MTB）選手、元モトクロス選手。日本競輪選手会愛知支部所属。日本競輪学校（当時。以下、競輪学校）第99期生。現在の師匠は山内卓也。

## 来歴
神奈川県立釜利谷高等学校出身。
MTBのダウンヒル及びフォークロス部門において、日本では草分け的存在の選手だった。1996年頃より、本場であるアメリカ合衆国の名門チームと称される、YETI（イェティ）ファクトリーチームの一員として2年間活動した。その後、MTBでの活動を継続しながら、モトクロスの国際B級ライセンスを取得したことで活動拠点を広げたが、2007年10月、いずれの活動からも引退を表明した。
その後競輪選手を目指すため、福島県に所在する大谷競輪選手養成所に入所し、競輪学校第99回適性入学試験に合格した。同校在校競走成績は36勝を挙げ第3位となり、適性試験入学者としては第1位を記録した。
なお競輪学校入学にあたっては、同じく元モトクロスライダーで国際A級ライセンス保持者だった小林正治（東京・77期）に師事し、東京支部所属でのデビューを予定していたが、在学中に小林が引退を表明したため、小林の同期である山内を紹介される形で、デビューから山内に師事し、愛知支部の所属となった。
2011年1月15日、一宮競輪場でデビューし3着。初勝利は同年同月25日の松阪競輪場で挙げた。同年8月19日の高松競輪場でA級チャレンジ3場所連続完全優勝を果たし、A級2班に特別昇級した。そして同年9月1日、岐阜競輪場で行われたルーキーチャンピオンレースを優勝した。
2013年12月29日、立川競輪場で行われたヤンググランプリに出場し優勝。同レース史上最年長記録となる37歳での達成だった。
2023年9月8日付で神奈川支部に移籍したが、2024年4月9日付で愛知支部に復帰した。